# Perseguição aos testemunhas de Jeová na Alemanha Nazista
As Testemunhas de Jeová sofreram perseguição religiosa na Alemanha Nazista entre 1933 e 1945 por recusarem prestar serviço militar como objetores de consciência, ingressarem em organizações nazistas ou prestarem juramento de fidelidade ao regime Hitler. Estima-se que cerca de 10 000 Testemunhas foram enviadas para campos de concentração nazistas. Calcula-se que entre 2 000 e 5 000 morreram sob custódia, incluindo 250 que foram executados. Foram a primeira denominação cristã banida pelo governo nazista e as mais amplamente e intensamente perseguidas.
Ao contrário dos Judeus e Ciganos, que foram perseguidos com base em sua etnia, as Testemunhas de Jeová podiam escapar da perseguição e de danos pessoais renunciando às suas crenças religiosas ao assinar um documento indicando renúncia da fé, submissão à autoridade estatal e apoio às forças armadas alemãs. A historiadora Sybil Milton conclui que “sua coragem e desafio diante da tortura e da morte desmascam o mito de um Estado nazista monolítico governando sujeitos dóceis e submissos.”
Apesar das tentativas iniciais de demonstrar objetivos comuns com o regime nacional-socialista, o grupo passou a sofrer crescente perseguição pública e governamental a partir de 1933, com muitos sendo expulsos de empregos e escolas, privados de renda, espancados e presos. Historiadores divergem sobre se os nazistas planejavam exterminá-los, mas vários autores afirmam que a condenação veemente dos nazistas pelas Testemunhas contribuiu para a intensidade de seu sofrimento.

## Era pré-nazista
As Testemunhas de Jeová tiveram origem nos Estudantes Internacionais da Bíblia, organização sediada nos Estados Unidos que iniciou trabalho missionário na Europa na década de 1890. Um escritório de filial alemão da Sociedade Torre de Vigia de Bíblias e Tratados da Pensilvânia foi aberto em Elberfeld em 1902. Em 1933, quase 20 000 Testemunhas eram contabilizadas como pregadoras ativas de porta em porta, e seu Memorial anual atraiu quase 25 000 pessoas. Em Dresden, havia mais Estudantes da Bíblia do que em Nova York, sede da Torre de Vigia.
Membros do movimento, então conhecidos como Ernste Bibelforscher, “Estudantes Sérios da Bíblia”, atraíam oposição desde o fim da Primeira Guerra Mundial, sendo acusados de bolcheviques, comunistas e de serem secretamente judeus. A partir de 1920, a Igreja Evangélica Alemã exigiu a proibição das publicações da Torre de Vigia, que aumentavam sua polêmica antieclesiástica. No restante da década de 1920, a oposição cresceu graças a campanhas de agitação da igreja e do movimento völkisch. Membros da Sturmabteilung (SA) também passaram a interromper reuniões.
Em 1922, Estudantes da Bíblia alemães foram presos sob acusação de venda ambulante ilegal ao distribuir publicações da Torre de Vigia. Entre 1927 e 1930, quase 5 000 denúncias foram apresentadas contra membros do movimento, e embora a maioria terminasse em absolvição, algumas sentenças severas também foram impostas.
Em 1930, aumentaram os apelos por intervenção estatal contra os Estudantes da Bíblia e, em 28 de março de 1931, o Presidente do Reich Paul von Hindenburg emitiu o *Decreto para a Resistência a Atos Políticos de Violência*, permitindo ação contra organizações religiosas consideradas “abusivas ou maldosamente desdenhosas”. A Baviera foi o primeiro estado alemão a aplicar o decreto contra os Estudantes da Bíblia, proibindo e confiscando todas as suas publicações em 18 de novembro de 1931. Um segundo decreto em 1932 ampliou a proibição a outros estados, e, ao final de 1932, mais de 2 300 denúncias contra os Estudantes da Bíblia estavam em andamento.

## Desenvolvimentos legislativos
Adolf Hitler foi nomeado Chanceler da Alemanha em 30 de janeiro de 1933 e, a partir daí, a perseguição às Testemunhas intensificou-se. Neutras politicamente, recusavam-se a jurar lealdade ao regime nazista. Inicialmente, manifestavam essa indiferença ao não executar a saudação nazista, não ingressar na Frente de Trabalho Alemã (DAF), não participar de coletas de caridade nazistas, não cumprir deveres de auxílio antiaéreo e não desfilar em comícios. Tropas da SA invadiram residências de Testemunhas que não votaram no plebiscito de novembro de 1933 sobre a saída da Alemanha da Liga das Nações, levando-as coercitivamente às urnas. Algumas foram espancadas ou obrigadas a segurar placas acusando-as de “traição” ao país, e outdoors exibiam listas de “traidores” que não votaram, enquanto multidões atacavam suas casas. Ações semelhantes ocorreram em eleições subsequentes.
As autoridades nazistas ridicularizavam as Testemunhas de Jeová por seus vínculos com os Estados Unidos e por sua aparente milenaridade revolucionária, pregando a batalha do Armagedom antes do governo de Cristo na Terra. Ligavam-nas à “judeidade internacional” por suas referências ao Antigo Testamento. Diversos pequenos grupos protestantes eram visados, mas apenas as Testemunhas de Jeová e a Igreja Cristadelfiana recusavam-se a portar armas ou jurar lealdade ao Estado.
Em 10 e 13 de abril de 1933, as atividades dos Estudantes da Bíblia foram proibidas em Mecklenburg-Schwerin e na Baviera, respectivamente. Ao responderem com uma campanha nacional de distribuição de folhetos de porta em porta, muitos foram detidos e, em poucos dias, o banimento estendeu-se a Saxônia e Hesse, com publicações sendo confiscadas em outros estados. Em 24 de abril, a polícia apreendeu a sede dos Estudantes da Bíblia em Magdeburgo, mas retirou-se cinco dias depois devido a esforços diplomáticos dos Estados Unidos. De meados de maio, quase todos os estados alemães proibiram o grupo.
Prússia, o maior estado alemão, baniu os Estudantes da Bíblia em 24 de junho, justificando que atraíam ex-membros subversivos do Partido Comunista e Marxista e:
“…envolvem-se visivelmente em agitação contra instituições políticas e religiosas em forma escrita e verbal. Ao declarar ambas as instituições como agências de Satanás, minam o próprio fundamento da vida na comunidade popular. Em suas muitas publicações […] deturpam deliberada e maldosamente relatos bíblicos com o propósito de ridicularizar instituições estatais e eclesiásticas. Uma das características de sua luta é a manipulação fanática de seus seguidores […] É, portanto, evidente que tal associação tende a se opor completamente ao Estado vigente e às suas estruturas culturais e morais.”
Em 25 de junho de 1933, cerca de 7 000 Testemunhas reuniram-se no Wilmersdorfer Tennishallen, em Berlim, onde foi emitida uma “Declaração de Fatos” de 3 800 palavras. Documento redigido por Joseph Franklin Rutherford afirmava a neutralidade política do grupo, pedia liberdade para pregar e denunciava campanha difamatória de outras igrejas. A Declaração dizia ainda:
“A análise cuidadosa de nossos livros e publicações mostra que os altos ideais defendidos e promulgados pelo atual governo nacional estão expostos, endossados e fortemente enfatizados em nossas publicações, e demonstram que Jeová Deus fará com que esses elevados ideais, em devido tempo, sejam alcançados por todas as pessoas que amam a justiça.”
Foram distribuídas aproximadamente 2,1 milhões de cópias do texto, acompanhado de carta ao chanceler garantindo que a Associação Internacional de Estudantes da Bíblia não se opunha ao governo nacional, e que seus objetivos religiosos não-políticos estavam “plenamente de acordo com as metas do governo”. A distribuição provocou nova onda de repressão: em 28 de junho, 30 stormtroopers ocuparam o escritório central, fecharam a gráfica e hastearam uma suástica. No final de agosto, 25 caminhões levaram cerca de 70 toneladas de literatura da Torre de Vigia e Bíblias para a periferia da cidade, onde foram queimadas publicamente. A pregação e reuniões em residências continuaram, mas com receio de incursões da Gestapo, muitos crentes abandonaram suas atividades em diversas regiões.
Numa carta de 9 de fevereiro de 1934, Rutherford advertiu Hitler a permitir cultos livres até 24 de março, sob pena de “publicizar o tratamento injusto” globalmente e de que Jeová destruiria o chanceler em Armagedon. O presidente da filial alemã, Paul Balzereit, ordenou a continuação da publicação de *A Sentinela*, mas limitou reuniões a três-cinco pessoas e suspendeu pregações públicas. Em convenção internacional de 3 500 Testemunhas em Basileia, Suíça, em setembro de 1934, Rutherford revogou essa ordem, instruindo 1 000 alemães a retomarem integralmente as atividades de pregação a partir de 7 de outubro. Também enviaram-se telegramas de protesto a Hitler: 500 no primeiro dia e mais de 1 000 cartas, quase idênticas, assinadas “Testemunhas de Jeová”; em novembro, essas correspondências foram remetidas à Secret State Police para investigação.
No final de 1934, todas as proibições estaduais foram substituídas por decreto ao nível do Reich. Em julho de 1935, instruiu-se a apreensão de toda a literatura da Torre de Vigia, incluindo Bíblias; em dezembro, nove líderes foram sentenciados a até dois anos e meio de prisão por desobedecerem às proibições. Apesar disso, alguns tribunais ainda absolviam Testemunhas em 1933–34 após desafios legais.
Quando a Alemanha reintroduziu o serviço militar obrigatório em 1935, as Testemunhas recusaram-se a se alistar. Como objetores de consciência, não portavam armas para nenhum poder político. Os nazistas processavam-nos por faltar ao alistamento e prendiam-nos por minar o moral da nação com atividades missionárias. O historiador britânico John Conway afirmou que eram “contrários a qualquer forma de colaboração com os nazistas e ao serviço militar”.
Crianças de Testemunhas também sofreram: em sala de aula, professores ridicularizavam-nas por não darem a saudação Horst-Wessel-Lied ou cantarem hinos patrióticos. Diretores encontravam motivos para expulsá-las. Seguindo o exemplo dos adultos, colegas as evitavam ou agrediam fisicamente. Aproximadamente 800 crianças foram retiradas de suas famílias. Frequentemente, eram mandadas a centros de “reeducação” ou adotadas por famílias leais ao regime.
A partir de 1935, agentes da Gestapo passaram a usar “detenção protetiva” para internar Testemunhas em campos de concentração por “imminente perigo ao Estado nacional-socialista”, sem julgamento. Mesmo após cumprirem pena, frequentemente eram presos de novo pela Gestapo.< Métodos de punição tornaram-se mais brutais: chicotadas, espancamentos diários, tortura de familiares e ameaça de fuzilamento. Alguns internados em instituições psiquiátricas foram submetidos a tratamentos forçados e até esterilização ordenada a quem se mostrava “teimoso” em não renegar a fé.
Em setembro de 1936, após assembleia em Lucerna, Suíça, Testemunhas enviaram 3 000 cópias de resolução protestando contra o regime nazista. Centenas foram presa ao voltar para casa, e a Gestapo deteve mais de 1 000 membros entre agosto e setembro. Em 12 de dezembro, 200 000 cópias da resolução foram distribuídas por carta e em via pública; os detidos em sucessivas batidas foram condenados a até dois anos de prisão. Em Dresden, até 1 500 haviam sido detidas até meados de 1937.
Com a eclosão da guerra em agosto de 1939, as punições se agravaram: “demoralização das forças armadas” tornou-se crime capital. Entre agosto de 1939 e setembro de 1940, 152 Estudantes da Bíblia foram julgados pelo alto tribunal militar do Wehrmacht, e 112 foram executados por decapitação. Estima-se que cerca de 250 Testemunhas alemãs e austríacas foram executadas por decisões militares durante a guerra. Em novembro de 1939, ato adicional permitiu prisão por “atitude antimilitar” ou por pertencer à Associação Internacional de Estudantes da Bíblia. A partir de 1943, pena de morte tornou-se ainda mais frequente.

## Campos de concentração
Desde 1935, centenas de Testemunhas foram enviadas a campos de concentração, internadas junto a comunistas, socialistas, presos políticos e sindicalistas. Em maio de 1938, representavam 12 % dos presos em Buchenwald; em maio de 1939, 40 % em Lichentenburg, mas, com o aumento geral, a proporção caiu para cerca de 3 %. Aproximadamente 2 000 Testemunhas foram enviadas a campos nazistas, identificadas por triângulos roxos; até 1 200 morreram na custódia, incluindo 250 executadas. Recebiam castigos como jatos de água gelada, trabalhos extenuantes, confinamento para sufocamento e torturas arbitrárias. Muitos sofreram privação de correspondência e alimentação, chegando a comer folhas de árvores. Prececílias internas eram mantidas, com pregações e reuniões clandestinas.
Em 1942, as condições melhoraram para algumas Testemunhas, que passaram a receber tarefas leves (agricultura, jardinagem, transporte) ou atuavam em roupas civis como empregados domésticos de oficiais nazistas e em construções militares.
Em julho de 1944, Heinrich Himmler, comanda
nte do RSHA, ordenou ao Ernst Kaltenbrunner o envio de Testemunhas às regiões ocupadas do Leste, valorizando seu pacifismo e disciplina para a reconstrução das áreas dominadas pelo Reich.

## Causas da perseguição e motivações nazistas
As Testemunhas de Jeová foram um dos muitos grupos religiosos visados a partir de 1933, consideradas responsáveis por “fragmentar ideologicamente o povo alemão” e impedir a formação de uma comunidade nacional unida. Historiadores como Michael H. Kater, Christine Elizabeth King e Wolfgang Neugebauer sugerem que a animosidade extraordinária entre o Nacional-Socialismo e os ensinamentos dos Estudantes da Bíblia decorreu da semelhança estrutural entre ambas as ideologias, autoritárias e totalitárias, cada uma acreditando deter o monopólio da “verdade”. Kater escreveu:
Assim como a ideologia nacional-socialista, também os ensinamentos das Testemunhas de Jeová eram dominados não por uma política democrática, mas autoritária. Ambos os sistemas eram totalitários, integrando estritamente camaradas nacionais e fiéis em estruturas autoritárias, exigindo que abrissem mão de sua identidade pessoal pelos objetivos do sistema. Enquanto os nazistas aceitavam o “Estado Führer”, os “Estudantes Sérios da Bíblia” submetiam-se à “Teocracia”, na qual não o Führer, mas Jeová, era o governante ditatorial. Como ambos reivindicavam exclusividade, isso inevitavelmente resultaria em conflito. Um Estudante da Bíblia devotado a Jeová não podia cumprir, de modo algum, os deveres que o Estado nacional-socialista exigia dele como camarada nacional.
Garbe concorda que ambas as ideologias clamavam representar o “ápice da verdade”, não toleravam questionamentos, prometiam utopias de salvação e visionavam um Reino Milenar. Confrontados com um oponente convicto de estar guiado por Deus, as autoridades reagiram com severidade crescente, intensificando métodos brutais para quebrar sua resistência.
Martin Harbeck, então supervisor de filial, havia recomendado em agosto de 1933 a suspensão da distribuição de literatura e reuniões sem permissão policial; em 1934, Paul Balzereit fez instrução similar. A decisão posterior de intensificar a pregação foi considerada “imprudente” por James Penton, ex-Testemunha e crítico da denominação, e teria aumentado o sofrimento do grupo. Hitler, altamente popular em 1936, sentiu-se desafiado pela militância pública das Testemunhas, especialmente após serem distribuídos a Hitler panfletos chamando-o de “insano, cruel e implacável”. A campanha de telegramas de protesto em outubro de 1934, segundo Penton, enfureceu o chanceler e provocou maior repressão.
Há debate sobre a intenção final do regime em relação às Testemunhas. Garbe crê que a Gestapo considerava-as “incorrigíveis” e devia eliminá-las; Hitler teria declarado em 1934 e novamente em 1942 que “essa raça será exterminada na Alemanha”. Escritor da Torre de Vigia Wolfram Slupina afirma que os nazistas tentaram “condenar as Testemunhas ao esquecimento” pela sistemática exterminação. Já Penton argumenta que, por serem cidadãos alemães, o objetivo nazista era forçá-las a renegar a fé e declarar lealdade, não assassiná-las; a oferta de um documento de renúncia e o fato de poucas terem sido executadas em câmaras de gás reforçam essa tese.

## Consequências e legado
Na Alemanha Oriental socialista, das décadas de 1950 a 1980, as Testemunhas de Jeová também foram perseguidas pelo Stasi, que usava métodos de Zersetzung (desestabilização psicológica). Eram vistas como ameaça por manterem contatos com o Ocidente e por sua fé não conformista ao socialismo.